# Linea Ban'etsu orientale

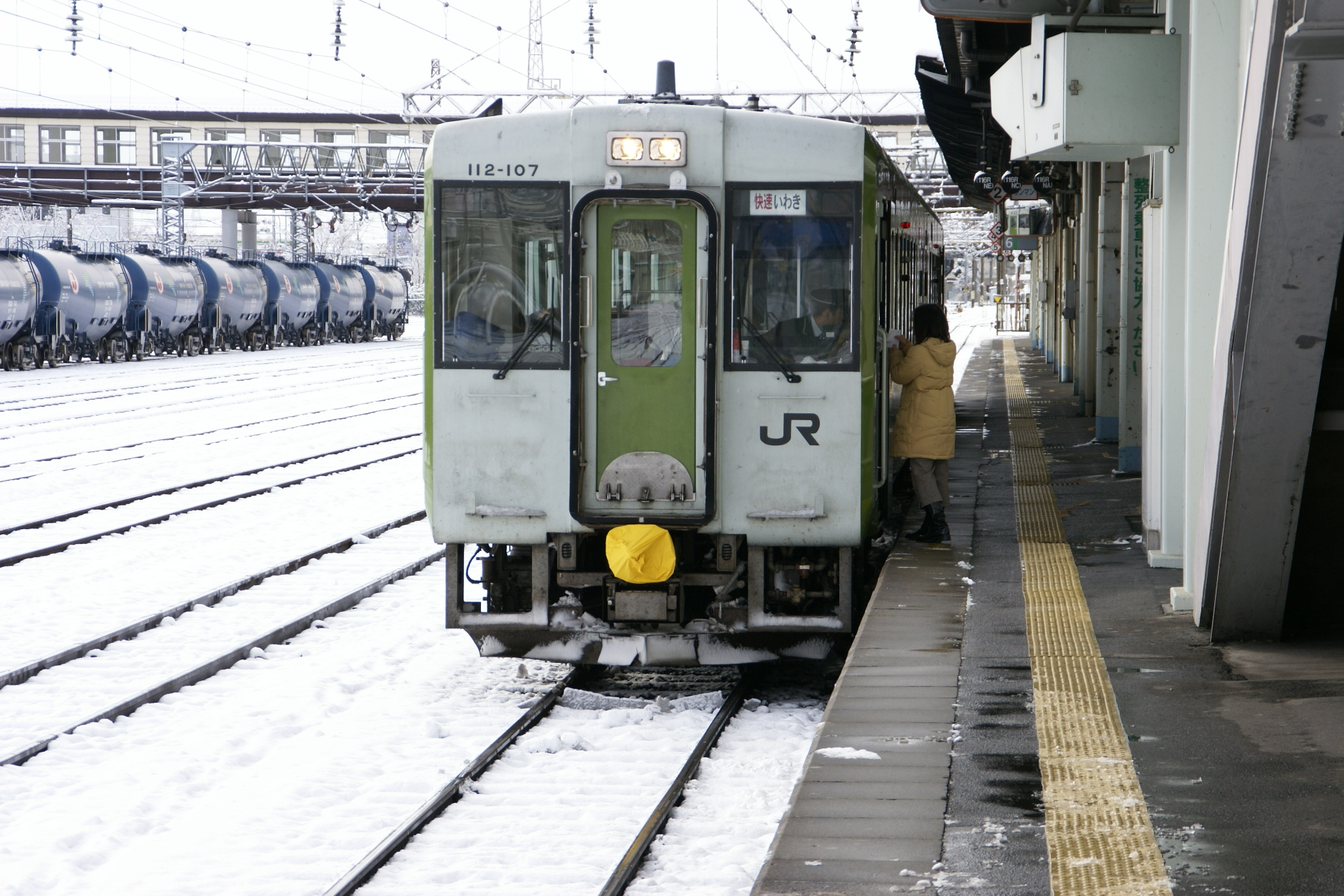
Autotreno della serie E110 in livrea Ban'etsu

La linea Ban'etsu orientale (磐越東線?, Ban'etsu tō-sen) è una linea ferroviaria giapponese a carattere regionale gestita dalla JR East a scartamento ridotto che collega le stazioni di Iwaki nella città omonima e di Kōriyama, anch'essa nella città omonima e si trova interamente nella prefettura di Fukushima. Il nome deriva dagli antichi nomi delle province di Iwaki (磐城) e Echigo (越後), che oggi la ferrovia collega, assieme alla linea Ban'etsu occidentale. La linea è anche conosciuta con il soprannome di Yūyū Abukuma line (ゆうゆうあぶくまライン?) in riferimento al fiume Abukuma che scorre nella regione attraversata.

## Servizi
Tutti i treni vengono operati come servizi locali e sono composti da treni da 2, 3 o 5 casse fra Ononiimachi e Iwaki, e fra Ogawagō e Kōriyama. I treni fra Kōriyama e Ononiimachi hanno una frequenza che va dai 30 minuti alle 2 ore, in base alla fascia oraria, invece fra Ononiimachi e Iwaki il numero dei convogli è considerevolmente poù basso, con periodi di cinque ore senza alcun treno. Uno dei motivi per la diminuzione di traffico su questo segmento è òìapertura dell'autostrada Ban'etsu nel 1995 che si è rivelata più competitiva del treno, e quindi molti dei pendolari hanno scelto i servizi di linea per spostarsi. L'ultimo servizio espresso, chiamato Iwaki, cessò nel 1982, mentre è ancora presente un rapido periodico, chiamato Abukuma, con treni a due carrozze, durante i periodi di ferie, come la Golden Week, l'Obon e il periodo del Nuovo Anno.

## Stazioni
- Tutte le stazioni si trovano nella prefettura di Fukushima.
- I treni possono incrociarsi presso le stazioni indicate in tabella dai simboli "◇", "∨", or "∧", mentre in presenza di "｜" non sono presenti scambi che ammettono l'incrocio.

| Stazione     | Giapponese | Distanza | Distanza | Rapido Abukuma | Collegamenti                                                                                                |    | Posizione     |
| Stazione     | Giapponese | Interst. | Totale   | Rapido Abukuma | Collegamenti                                                                                                |    | Posizione     |
| ------------ | ---------- | -------- | -------- | -------------- | --- | -- | ------------- |
| Iwaki        | いわき     | -        | 0.0      | ●              | ■ Linea Jōban                                                                                               | ∨  | Iwaki         |
| Akai         | 赤井       | 4.8      | 4.8      | ｜             | | ｜ | Iwaki         |
| Ogawagō      | 小川郷     | 5.5      | 10.3     | ●              | | ◇  | Iwaki         |
| Eda          | 江田       | 8.0      | 18.3     | ｜             | | ｜ | Iwaki         |
| Kawamae      | 川前       | 8.0      | 26.3     | ｜             | | ◇  | Iwaki         |
| Natsui       | 夏井       | 10.4     | 36.7     | ｜             | | ｜ | Ono Tamura    |
| Ononiimachi  | 小野新町   | 3.4      | 40.1     | ●              | | ◇  | Ono Tamura    |
| Kanmata      | 神俣       | 6.5      | 46.6     | ●              | | ◇  | Tamura        |
| Sugaya       | 菅谷       | 3.3      | 49.9     | ｜             | | ｜ | Tamura        |
| Ōgoe         | 大越       | 4.4      | 54.3     | ●              | | ◇  | Tamura        |
| Iwaki-Tokiwa | 磐城常葉   | 4.4      | 58.7     | ｜             | | ◇  | Tamura        |
| Funehiki     | 船引       | 3.8      | 62.5     | ●              | | ◇  | Tamura        |
| Kanameta     | 要田       | 7.0      | 69.5     | ｜             | | ◇  | Tamura        |
| Miharu       | 三春       | 4.2      | 73.7     | ●              | | ◇  | Miharu Tamura |
| Mōgi         | 舞木       | 6.1      | 79.8     | ｜             | | ◇  | Kōriyama      |
| Kōriyama     | 郡山       | 5.8      | 85.6     | ●              | Tōhoku Shinkansen Yamagata Shinkansen ■ Linea principale Tōhoku ■ Linea Ban'etsu occidentale ■ Linea Suigun | ∧  | Kōriyama      |

## Materiale rotabile
- Automotrice diesel KiHa serie 110